# Hacı Zeynalabdin Tağıyev
Hacı Zeynalabdin Tağıyev – osiedle typu miejskiego w Azerbejdżanie, należące do miasta wydzielonego Sumgait. Według danych na rok 2015 liczyło 22 100 mieszkańców.